# Jean-Marie Gustave Le Clézio
Jean-Marie Gustave Le Clézio (thường được viết tắt là J.M.G. Le Clézio, sinh ngày 13 tháng 4 năm 1940) là một nhà văn người Pháp. Ông là người được Viện Hàn lâm Thụy Điển trao Giải Nobel Văn học năm 2008.

## Tiểu sử
Jean-Marie Gustave Le Clézio sinh năm 1940 tại thành phố biển Nice ở miền Nam nước Pháp. Từ năm 7 tuổi ông bắt đầu viết tác phẩm đầu tiên với đề tài về biển cả. Ông tốt nghiệp Trường Văn học Nice (Collège littéraire universitaire de Nice) sau đó còn tiếp tục học tại Luân Đôn và Bristol trước khi bắt đầu sự nghiệp giảng dạy tại Hoa Kỳ. Năm 1967 Le Clézio nhập ngũ và làm việc tại Thái Lan một thời gian ngắn trước khi buộc phải chuyển sang phục vụ ở México vì vi phạm kỷ luật quân đội. Từ năm 1970 đến năm 1974, nhà văn sống cùng với những người thổ dân ở Panama.
Năm 1977, Le Clézio bảo vệ luận án tiến sĩ về đề tài văn học dân gian Michoacán (miền Trung Mehico) tại Viện nghiên cứu Mehico ở Perpignan, Pháp. Sau đó ông tham gia giảng dạy tại Đại học Albuquerque Hoa Kỳ trước khi trở thành nghiên cứu viên của Trung tâm Nghiên cứu Khoa học Pháp (CNRS).

## Sự nghiệp
Mặc dù thường xuyên di chuyển và sống ở nhiều nơi trên thế giới, Jean-Marie Gustave Le Clézio vẫn liên tục sáng tác, ngay từ tuổi 23 ông đã trở nên nổi tiếng với tiểu thuyết Le Procès-verbal, tác phẩm được trao Giải Renaudot năm 1963. Tính đến nay Le Clézio đã cho xuất bản trên 30 tác phẩm thuộc nhiều thể loại, từ tiểu thuyếu, truyện kể, bài luận, dịch thuật đến các sách nghiên cứu khác.
Năm 1980, Le Clézio trở thành người đầu tiên được Viện Hàn lâm Pháp (Académie française) trao Giải Paul Morand. Năm 1994 trong một cuộc thăm dò, Le Clézio đã được bầu là nhà văn Pháp còn sống vĩ đại nhất. Năm 2008 ông được Viện Hàn lâm Thụy Điển trao Giải Nobel Văn học, ông là người Pháp thứ hai được trao giải thưởng cao quý này trong thập niên 2000 (sau Cao Hành Kiện vào năm 2000).

## Tác phẩm

### Văn xuôi
| - Le Procès-verbal (Biên bản, 1963), tiểu thuyết - Le Jour où Beaumont fit connaissance avec sa douleur (1964), truyện vừa - La Fièvre (1965), tập truyện ngắn - Le Déluge (1966), tiểu thuyết - Terra Amata (1967), tiểu thuyết - Le Livre des fuites (1969), tiểu thuyết - La Guerre (Chiến tranh, 1970), tiểu thuyết - Les Géants (Những kẻ khổng lồ, 1973), tiểu thuyết - Voyages de l'autre côté (1975), tiểu thuyết - Mondo et autres histoires (1978), tập truyện ngắn - Désert (Sa mạc, 1980), tiểu thuyết - La Ronde et autres faits divers (1982), tập truyện vừa - Le Chercheur d'or (Nhà tiên tri, 1985), tiểu thuyết - Voyage à Rodrigues (1986), tiểu thuyết - Printemps et Autres Saisons (1989), tập truyện ngắn - Onitsha (1991), tiểu thuyết | - Étoile errante (1992), tiểu thuyết - Pawana (1992), tiểu thuyết - Diego & Frida (1993), tiểu thuyết - La Quarantaine (Cách ly, 1995), tiểu thuyết - Poisson d'or (Cá vàng, 1997), tiểu thuyết - Hasard (1999), tiểu thuyết - Cœur brûle et autres romances (Trái tim nóng bỏng và những truyện khác, 2000), tập truyện ngắn - L'Enfant de sous le pont (2000), tiểu thuyết - Fantômes dans la rue (2000), truyện vừa - Révolutions (2003), tiểu thuyết - L'Africain (Ông Phi châu, 2004), tập truyện ngắn - Ourania (Thị trấn Onitsha, 2006), tiểu thuyết - Ritournelle de la faim (Đói khát khôn thôi, 2008), tiểu thuyết - Histoire du pied et autres fantaisies (2011), tập truyện ngắn - Tempête (Bão, 2014), tiểu thuyết - Alma (2017), tiểu thuyết - Bitna, sous le ciel de Séoul (2018), tiểu thuyết |

### Phi hư cấu
- L'Extase matérielle (Xuất thần thể chất, 1967), tập tiểu luận
- Haï (1971), tiểu luận
- L'Inconnu sur la terre (1978), tiểu luận
- Trois villes saintes (1980), tiểu luận
- Relation de Michoacan (Lịch trình Michoacan, 1981), luận án Tiến sĩ
- Civilisations amérindiennes (1981), tiểu luận
- Le Rêve mexicain ou la pensée interrompue (Giấc mơ Mexcico hay là suy tưởng đứt đoạn, 1988), cảo luận
- Diego et Frida (Diego và Frida, 1993), tiểu sử
- Ailleurs (1995), tiểu luận
- La Fête chantée (1997), tập tiểu luận
- Gens des nuages (1997), du ký
- Raga. Approche du continent invisible (Raga: Nẻo về đại lục vô hình, 2006), tiểu luận
- Ballaciner (Dạo qua nền điện ảnh, 2007), tiểu luận

### Thơ ca
- Mydriase (1973), tập thơ
- Vers les icebergs (1978), truyện thơ

### Tác phẩm thiếu nhi
- Voyage au pays des arbres (1978)
- Lullaby (Lời ru, 1980)
- Celui qui n'avait jamais vu la mer (1982)
- Villa Aurore (1985)
- Balaabilou (1985)
- La Grande Vie (1990)

### Phát biểu
- Dans la forêt des paradoxes (Trong khu rừng nghịch lý, 2008), diễn từ nhận giải Nobel